# Лакомки
Лакомки (лат. Cupedidae) — семейство насекомых отряда жесткокрылых, помещаемое в надсемейство купедоидных. Сегодня открыто 10 родов с небольшим количеством видов. В длину особи семейства достигают от 2 до 35 мм.

## Описание
Главными характерными чертами жуков-лакомок являются надкрылья с решетчатой скульптурой и спиральный тип складывания задних крыльев.

## Распространение
В России (в неморальных лесах южного Приморья) встречается только один вид — приморский древнекрыл (Cupes mucidus). В ископаемом состоянии известны с триаса.

## Систематика
Семейство относят к подотряду Archostemata, самому древнему в отряде.